# Димитриос Бициос
Димитриос Бициос (на гръцки: Δημήτριος Μπίτσιος) е гръцки дипломат и политик, бивш министър на външните работи на Гърция.

## Биография
Димитриос Бициос е роден в Александрия, Египет. Завършва право и политико-икономически науки в Атинския университет и през 1939 г. постъпва в Министерството на външните работи на Гърция. Дипломатическата му кариера включва различни позиции, включително консул в Кайро, дипломат в Лондон, член на гръцката делегация, подписала Цюрихско-Лондонските споразумения за Кипър (1959 – 1960). Постоянен представител на Гърция в ООН в продължение на два мандата (1961 – 1965 и 1967 – 1972). Между тях той е началник на кабинета на крал Константин II, който пост заема до военния преврат от 21 април 1967 г. През 1972 г. подава оставка от дипломатическия корпус и се оттегля в частния живот до падането на военната диктатура.
След възстановяването на демокрацията през 1974 г. Бициос е заместник-министър (август-октомври 1974) и министър на външните работи (октомври 1974 – ноември 1977). Умира през 1984 г.
Синът му Константинос Бициос е гръцки дипломат, началник на кабинета на президента на Гърция Каролос Папуляс.

## Произведения
- Египет и Близкия изток (Αίγυπτος και Εγγύς Ανατολή, Атина, 1938)
- Критични часове (Κρίσιμες ὥρες, Атина, 1975), отнасяща се до Кипърския въпрос преди 1967 г.
- Cyprus, the vulnerable republic (Thessaloniki, 1975)
- Страници от един дневник (Φύλλα ἀπό ἔνα ἡμερολόγιο, Атина, 1978)
- Отвъд границите, 1974 – 1977 (Πέρα ἀπό τά σύνορα, 1974 – 1977, Атина, 1982)
- На границата на времената (Στο όριο των καιρών, Атина, 1997)